# Powiat Nagaoka
Powiat Nagaoka (jap. 長岡郡 Nagaoka-gun) – powiat w Japonii, w prefekturze Kōchi. W 2024 roku liczył 5993 mieszkańców.

## Miejscowości
- Motoyama
- Ōtoyo